# Saint-Gérons
Saint-Gérons är en kommun i departementet Cantal i regionen Auvergne-Rhône-Alpes i mitten av Frankrike. Kommunen ligger  i kantonen Laroquebrou som ligger i arrondissementet Aurillac. År 2022 hade Saint-Gérons 229 invånare.

## Befolkningsutveckling
Antalet invånare i kommunen Saint-Gérons
Referens:INSEE